# Limnophora femorata
Limnophora femorata är en tvåvingeart som först beskrevs av Malloch 1913.  Limnophora femorata ingår i släktet Limnophora och familjen husflugor. Inga underarter finns listade i Catalogue of Life.